# Ponte Pênsil Afonso Pena
A Ponte Pênsil Afonso Pena, também conhecida como “Ponte Metálica”, é uma ponte pênsil construída sobre o Rio Sapucaí, que liga a cidade de São Gonçalo do Sapucaí a Turvolândia bem como outros municípios além do rio.

## História
De fabricação alemã, a ponte foi trazida da cidade do Rio de Janeiro em barcos a vapor que navegavam no Rio Sapucaí e também através de carros de boi. Sua construção teve início provavelmente em 1905 e sua inauguração se deu em 1911.
Há uma lenda infundada que conta que tal ponte foi montada ali por engano, pois seu correto destino seria São Gonçalo, no Estado do Rio de Janeiro. Tal absurda tese é derrubada devido às dimensões faraônicas de tal ponte e até mesmo a complexidade de sua construção.
Sabe-se porém, que tal ponte foi trazida à cidade por intermédio do Senador Manuel Alves de Lemos, importante figura política da cidade, descendente do Barão do Rio Verde. 

## Objetivo
Os benefícios que tal ponte trouxe à cidade vão desde interesses políticos, já que as cidades da banda de lá do rio pertenciam juridicamente a São Gonçalo, visando tornar fácil o acesso entre elas. Também sabe-se que tal ponte também beneficiou a empresa mineradora Anglo-Francesa “Xicão Gold Mining Co.”, que explorava o ouro dessa região naqueles anos, tanto que outros benefícios vieram com tal empresa, como novas estradas de terra, um bondinho, e até mesmo o ramal ferroviário que ligava a cidade de Campanha a São Gonçalo do Sapucaí.

## Estrutura
Sua base é constituída peças de pedra de granito, maciças, uma de cada lado, trabalhadas à mão. O ancoradouro dos cabos de aço são do lado de Turvolândia duas grandes grutas de pedra, engenhosamente esculpidas. Do lado de São Gonçalo, são dois poços e dois túneis, perfurados numa grande rocha que há ali. São dezoito cabos de aço que sustentam a ponte, cada cabo com o peso médio de uma tonelada. A engenharia usada impressiona, visto que a estrutura é altamente forte e ostenta uma imponência ímpar.

## Atualmente
Sob responsabilidade do município, ela é tombada pelo Conselho Deliberativo do Patrimônio Histórico e Artístico Municipal, e encontra-se em fase de tombamento pelo IEPHA e IPHAN.
Necessita de reparos metalúrgicos em seus batentes, bem como nos cabos de aço e tábuas.

### Avaria
No mês de Setembro de 2010, parte da estrutura metálica na cabeceira da ponte cedeu, provavelmente por excesso de peso. Tal avaria, segundo a engenheira da Prefeitura de São Gonçalo do Sapucaí, se deveu ao grande número de caminhões com carga excessiva que ali transitavam.
Já em maio de 2017, a ponte sofreu uma pior avaria, quando desta vez um caminhão carregado de milho tentou fazer a travessia, quando seguia do lado de Turvolândia para São Gonçalo do Sapucaí. Na ocasião, a parte da cabeceira que fica entre os dois vãos livres cedeu, ficando o veículo pendurado sobre a ponte. Não houve feridos fatais. Sua recuperação ficou a cargo da municipalidade de Turvolândia, que despendeu pouco mais de R$ 400 mil para sua restauração.